# بطانية الفضاء

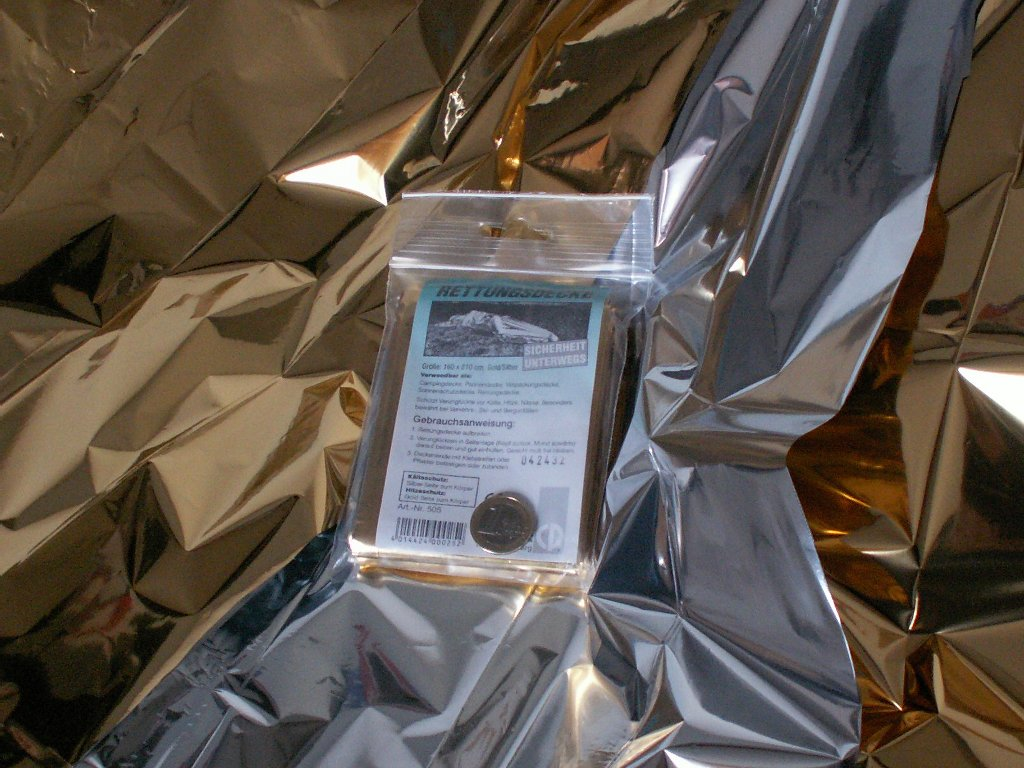

لدى بطانية الفضاء العديد من الأسماء مثل بطانية مايلر أو بطانية الطوارئ أو بطانية الإسعافات الأولية وغيرها من الأسماء.
تعرف البطانية الفضائية بأنها بطانية منخفضة السعة بشكل خاص مصنوعة من العاكس الحراري وأغطية بلاستيكية رقيقة.

## الوظيفة
تقلل من فقدان حرارة الشخص بسبب البيئة المحيطة من إشعاعات وغيرها.

## مميزاتها
- وزنها الخفيف
- حجمها الصغير

## تصنيعها
طُوِّرَت البطانية الفضائية من قبل مركز مارشل التابع لوكالة ناسا الفضائية لأوّل مرة عام 1964
وكانت تتكون من 32 طبقة بلاستيكية بسماكة 0.45 ملم وتكون مغلفة بطبقة ذهبية أو فضية اللون لتعكس ما مقدارة 97% من الحرارة المشعة.
أما للاستخدام للفضاء تستخدم مادة أخرى للتغليف وهي ركيزة البوليميد بسبب مقاومتها لبيئة الفضاء المعادية ومقاومة الأشعة فوق بنفسجية.
الاستخدامات الرئيسي للبطانية الفضائية هي:
تستخدم البطانيات الفضائية في العديد من مجموعات الطوارئ والإسعافات الأولية ومجموعات النجاة لأنها تتميز بمقاومتها للماء والرياح بسبب تميزها بالوزن الخفيف والحجم الصغير وسهولة إعادة التعبئة وهي شائعة بين هواة الهواء وعمال الطوارئ.
تعطى غالبا للرياضيين تحمل وأشخاص سباق الماراثون في نهاية السباقات أو قبله أثناء الظروف الجوية الصعبة ويمكن استخدامها مع المواد الموصلة وعمل حقيبة أو كيس نجاة.
في عدة الإسعافات الأولية، تُسْتَخْدَمُ البطانيات لمنع انخفاض درجة حرارة الجسم. يسهل الإجراء الثلاثي هذا ما يلي:
- تقلل الرقاقة محكمة الإغلاق من الحمل الحراري
- يُقَلَّلُ فقدان الحرارة الناجم عن تبخر العرق.
- إلى حد محدود، يمنع السطح العاكس الخسائر الناجمة عن الإشعاع الحراري.

في أماكن ذات الحرارة المرتفعة تستخدم للحماية من أشعة الشمس وتوفير الظل ولكن استخدامها للف شخص قد يؤدي إلى نتائج عكسية، لأن حرارة الجسم ستحاصر بواسطة الرقائق محكمة الإغلاق. سيتجاوز هذا التأثير أي فائدة مكتسبة من الانعكاس الحراري إلى الخارج.
```
تُستخدم البطانيات الفضائية لتقليل فقدان الحرارة من جسم الشخص، ولكن نظرًا لأنها مصنوعة من فيلم PET، يمكن استخدامها في تطبيقات أخرى تفيد هذه المادة، مثل الحاويات العازلة
```

بالإضافة إلى بطانية الفضاء، يستخدم جيش الولايات المتحدة أيضًا بطانية مماثلة تسمى «بطانية الضحايا». يستخدم طبقة عاكسة حرارية مشابهة للبطانية الفضائية، مدعومة بطبقة خارجية مقوية بلون الزيتون. يوفر متانة ودفئًا أكبر من بطانية المساحة الأساسية على حساب الحجم الأكبر والوزن. كما أنها تُستخدم كبطانة جزئية داخل طبقات الأكياس المصاحبة في الأجواء شديدة البرودة. كما تستخدم طالبان البطانيات الفضائية لإخفاء توقيعها الحار من قوات الناتو.